# Goppenstein
Goppenstein è una frazione del comune svizzero di Ferden, nel Canton Vallese.